# RK Umag
RK Umag je rukometni klub iz grada Umaga. Poznat je po imenu njegovog dugogodišnjeg sponzora Istraturista, pod čijim je imenom nastupao u rukometnim ligama.

## Povijest

### 1980-te
Godine 1980. za trenera im je došao Lino Červar, s kojim se je iz pete lige nakon pet sezona plasirao u prvu Saveznu ligu Jugoslavije.
1981. je osvojio je seniorsko prvenstvo Hrvatske.

### Početci u samostalnoj Hrvatskoj
Od početka sudjeluje u 1. HRL. 1991./92. bili su peti. 
1992./93. bili su treći, a u poluzavršnici doigravanja ispali su od kasnijeg prvaka Zagreba. 1993./94. ponovili su uspjeh u ligi, a u doigravanje su otišli korak dalje, do završnice, gdje je Zagreb opet bio bolji u dvjema utakmicama.  
1994./95. bili su zadnji na ljestvici te time ispali iz 1. HRL. 

### Boravak u 1.B ligi
1995./96. su se skoro uspjeli odmah vratiti, no pulska Arena bila je bolja za bod u skupini Jug. 1996./97. bili su peti u skupini Jug. 1997./98. su ostali u 1. B ligi, a 1998./99. bili su deveti u skupini Jug. 1999./2000. su i dalje ostali članom 1. B lige, a sezone 2000./01. izborili su povratak u 1. ligu.

### Povratak u najviši razred
2001./02. bili su peti. 2002./03. bili su sedmi.
2003./04. bili su predzadnji u regularnom dijelu prvenstva, 15., te su igrali u Ligi 10 za opstanak. Ondje su zauzeli osmo mjesto te su ispali iz lige. Te iste sezone sudjelovali su u Kupu pobjednika kupova. U dvjema je utakmicama 2. kruga bolji bio turski predstavnik Cankaya iz Ankare.

### Boravak u 2. ligi
2004./05. igrali su u 2. ligi. 2005./06. nisu izborili povratak u 1. ligu, kao ni 2006./07. 2007./08. bili su 1. u skupini Zapad, pobjegavši za dva boda najbližim pratiteljima Crikvenici i Buzetu te su izborili povratak u najviši razred natjecanja, Premijer ligi.

### Povratak u najviši razred i novo ispadanje
U povratničkoj 2008./09. zauzeli su na kraju sezone predzadnje, 15. mjesto te su ispali iz Premijer lige. 2009./10. su igrali u drugom jakosnom razredu 1. HRL, a na kraju sezone bili su 11. 2010./11. bili su osmi, a 2011./12. sedmi.

## Priznanja
1993. i 2002. godine su u izboru Saveza športova Istarske županije izabrana za najuspješniju momčad Istarske županije.

## Poznati treneri
- Lino Červar

## Poznati igrači
- Michele Škatar,[5] talijanski reprezentativac ( Pallamano Trieste,  TSG Friesenheim,  TuS Nettelstedt-Lübbecke,  HBC Nantes,  Cesson Rennes)
- Damir Bičanić ( Ademar León,  Chambéry Savoie Handball,  RK Zagreb)
- Željko Šestak - osvajač bronce na Europskom prvenstvu 1994.
- Saša Ilić ( RK Gorenje Velenje)
- Aleksandar Beaković
- Zoran Srebrnić ( Generali Pallamano Trieste)
- Diego Modrušan ( RK Zagreb,  Pallamano Trieste,  Italgest Casarano) - osvajač zlata na Mediteranskim igrama 2001.
- Stefan Vujić ( HBC Nantes,  Istres Provence Handball,  RK Zagreb) - osvajač srebra na Mediteranskim igrama 2013.
- Ljubomir Flego Bošnjak ( AlPi Prato,  Generali Pallamano Trieste) - osvajač srebra na Mediteranskim igrama 1997.
- Krešimir Maraković ( IK Sävehof,  Kadetten Schaffhausen,  RK Vardar Skoplje)
- Ivan Sever ( JD Arrate,  Toledo BM,  RK Cimos Koper) - s hrvatskom kadetskom reprezentacijom osvojio je zlato na Europskom 2006. i srebro na Svjetskom 2007.
- Tin Tokić ( Pallamano Trieste,  JD Arrate,  BM Valladolid,  Aix-en-Provence,  ESBM Besançon,  Știința Dedeman Bacău)
- Antonio Pribanić ( Pick Szeged,  SPR Stal Mielec,  HC Minaur Baia Mare,  Politehnica Timișoara)
- Igor Vujić ( RD Slovan,  RK Maribor,  RK NEXE Našice,  Sélestat Alsace Handball,  RK Zagreb)
- Demis Radovčić ( Italgest Casarano,  AS Papillon Conversano,  SSV Bozen Loacker,  Junior Fasano)
- Tomislav Milinković ( Bologna United Handball,  RK NEXE Našice,  Riihimäen Cocks)
- Goran Gorenac ( RK Cimos Koper,  RK Bosna Sarajevo,  Istres Provence Handball,  HSG Bärnbach/Köflach,  Eintracht Hildesheim)
- Valentino Ravnić ( RK Zagreb) - osvajač zlata na Mediteranskim igrama 2018.
- Leon Vučko ( HT Tatran Prešov) - s hrvatskom kadetskom reprezentacijom osvojio je srebro na Svjetskom 2013.
- Vlado Matanović ( RK Gorenje Velenje) - s hrvatskom kadetskom reprezentacijom osvojio je srebro na Svjetskom 2013.
- Lucian Bura - osvajač zlata na Svjetskom prvenstvu u rukometu na pijesku 2016.
- Marko Ćosić ( Cernay Wattwiller Handball)
- Dino Slavić ( Ademar León)
- Aziz Makiqi
- Suvad Žepčan
- Vojislav Vujić - Vujke
- Dragan Rajić
- Josip Ražić
- Robert Ipša
- Zvonko Ipša
- Ivan Božić
- Vilim Božić
- Jakša Boglić
- Roberto Borčić
- Elvis Laković
- Tomislav Matošević
- Tomislav Špehar
- Goran Baronica
- Daglas Koraca
- Branko Radošević
- Primož Grbac
- Goran Đurić
- Danijel Kovačević
- Elvir Selimović
- Mirsad Kruševljanin